# Phrynium nicobaricum
Phrynium nicobaricum är en strimbladsväxtart som beskrevs av Ferdinand Didrichsen. Phrynium nicobaricum ingår i släktet Phrynium och familjen strimbladsväxter.
Artens utbredningsområde är Nicobarerna. Inga underarter finns listade.